# Recensement linguistique en Belgique
 (mai 2011).
Si vous disposez d'ouvrages ou d'articles de référence ou si vous connaissez des sites web de qualité traitant du thème abordé ici, merci de compléter l'article en donnant les références utiles à sa vérifiabilité et en les liant à la section « Notes et références ».

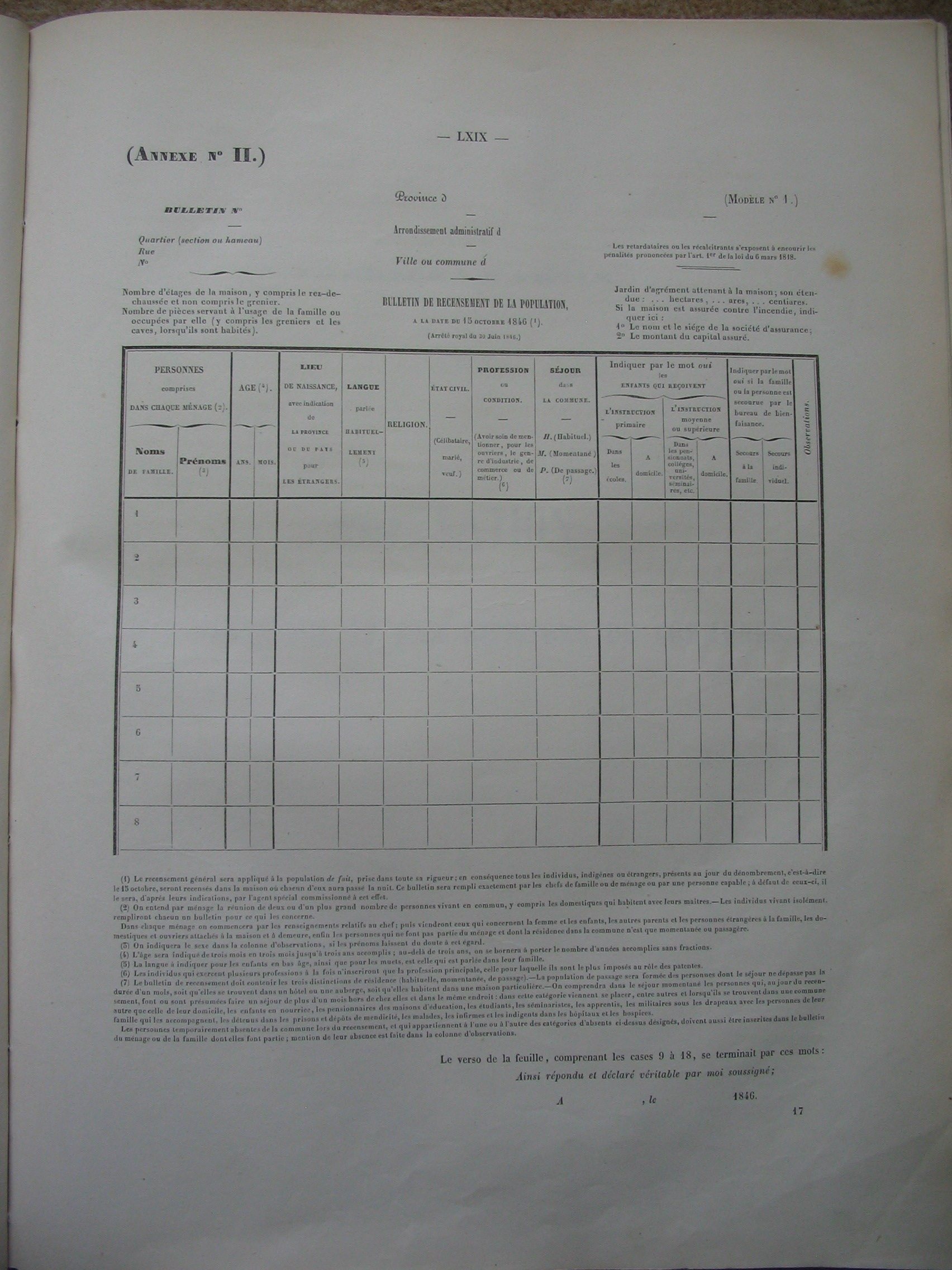
Formulaire du recensement linguistique belge de 1846.

Le recensement linguistique était un volet du recensement décennal tenu en Belgique à partir de 1846. Le but en était d'enquêter sur l'utilisation et la connaissance des langues dans la Belgique multilingue.
En 1961, le gouvernement Lefèvre fait voter une loi qui interdit le volet linguistique dans le recensement. Cette loi est promulguée le 24 juillet 1961

## Résultats des recensements linguistiques
Le recensement de 1846 n'enquêta que sur la langue couramment employée. À partir de 1866 le recensement portait sur la connaissance des différentes langues nationales. À partir de 1910 on questionnait sur la connaissance mais également sur la langue utilisé le plus fréquemment, sans pour autant spécifier dans quel contexte (vie privée, publique, travail).
La source de tous les chiffres sont les résultats publiés dans les volumes du Moniteur Belge concernant les recensements populaires.
Abréviations: NL = Néerlandais - FR = Français - D = Allemand

## Belgique
Langue exclusivement ou le plus fréquemment parlée.
| Année | NL Nombre | FR Nombre | D Nombre | NL Part | FR Part | D Part |
| ----- | --------- | --------- | -------- | ------- | ------- | ------ |
| 1910  | 3.832.193 | 3.183.303 | 77.395   | 54,0%   | 44,9%   | 1,1%   |
| 1920  | 3.791.469 | 3.278.756 | 88.652   | 53,0%   | 45,8%   | 1,2%   |
| 1930  | 4.135.568 | 3.513.321 | 100.163  | 53,4%   | 45,3%   | 1,3%   |
| 1947  | 4.475.187 | 3.568.564 | 78.566   | 55,1%   | 43,9%   | 1,0%   |

| Langue exclusivement ou le plus fréquemment parlée (en %) | Légende                             |
| --------------------------------------------------------- | ----------------------------------- |
|                                                           | - Néerlandais - Français - Allemand |

### Province d'Anvers
Langue exclusivement ou le plus fréquemment parlée.
| Année | NL Nombre | FR Nombre | D Nombre | NL Part | FR Part | D Part |
| ----- | --------- | --------- | -------- | ------- | ------- | ------ |
| 1910  | 885.264   | 33.490    | 11.598   | 95,2%   | 3,6%    | 1,2%   |
| 1920  | 937.495   | 37.575    | 807      | 96,1%   | 3,9%    | 0,1%   |
| 1930  | 1.064.045 | 47.486    | 7.039    | 95,1%   | 4,2%    | 0,6%   |
| 1947  | 1.188.185 | 38.145    | 2.019    | 96,7%   | 3,1%    | 0,2%   |

| Langue exclusivement ou le plus fréquemment parlée (en %) | Légende                             |
| --------------------------------------------------------- | ----------------------------------- |
|                                                           | - Néerlandais - Français - Allemand |

### Province de Brabant
Langue exclusivement ou le plus fréquemment parlée.
| Année | NL Nombre | FR Nombre | D Nombre | NL Part | FR Part | D Part |
| ----- | --------- | --------- | -------- | ------- | ------- | ------ |
| 1910  | 830.037   | 565.346   | 11.918   | 59,0%   | 40,2%   | 0,8%   |
| 1920  | 798.481   | 665.507   | 1.193    | 54,5%   | 45,4%   | 0,1%   |
| 1930  | 844.352   | 769.931   | 5.259    | 52,1%   | 47,5%   | 0,3%   |
| 1947  | 820.015   | 893.922   | 3.857    | 47,7%   | 52,0%   | 0,2%   |

| Langue exclusivement ou le plus fréquemment parlée (en %) | Légende                             |
| --------------------------------------------------------- | ----------------------------------- |
|                                                           | - Néerlandais - Français - Allemand |

### Province de Flandre-Occidentale
Langue exclusivement ou le plus fréquemment parlée.
| Année | NL Nombre | FR Nombre | D Nombre | NL Part | FR Part | D Part |
| ----- | --------- | --------- | -------- | ------- | ------- | ------ |
| 1910  | 774.411   | 53.884    | 570      | 93,4%   | 6,5%    | 0,1%   |
| 1920  | 713.527   | 53.603    | 64       | 93,0%   | 7,0%    | 0,0%   |
| 1930  | 784.741   | 75.225    | 261      | 91,2%   | 8,7%    | 0,0%   |
| 1947  | 874.181   | 82.260    | 216      | 91,4%   | 8,6%    | 0,0%   |

| Langue exclusivement ou le plus fréquemment parlée (en %) | Légende                             |
| --------------------------------------------------------- | ----------------------------------- |
|                                                           | - Néerlandais - Français - Allemand |

En 1962, les communes suivantes furent transférées de la Flandre-Occidentale au Hainaut :
Ploegsteert - Warneton - Bas-Warneton - Houthem - Comines - Mouscron - Luingne - Herseaux - Dottignies

### Province de Flandre-Orientale
Langue exclusivement ou le plus fréquemment parlée.
| Année | NL Nombre | FR Nombre | D Nombre | NL Part | FR Part | D Part |
| ----- | --------- | --------- | -------- | ------- | ------- | ------ |
| 1910  | 1.029.719 | 25.341    | 743      | 97,5%   | 2,4%    | 0,1%   |
| 1920  | 1.007.657 | 38.404    | 153      | 96,3%   | 3,7%    | 0,0%   |
| 1930  | 1.063.542 | 38.728    | 266      | 96,5%   | 3,5%    | 0,0%   |
| 1947  | 1.132.259 | 37.773    | 470      | 96,7%   | 3,2%    | 0,0%   |

| Langue exclusivement ou le plus fréquemment parlée (en %) | Légende                             |
| --------------------------------------------------------- | ----------------------------------- |
|                                                           | - Néerlandais - Français - Allemand |

En 1962, les communes suivantes furent transférées de la Flandre-Orientale au Hainaut :
Orroir - Amougies - Russeignies

### Province de Hainaut
Langue exclusivement ou le plus fréquemment parlée.
| Année | NL Nombre | FR Nombre | D Nombre | NL Part | FR Part | D Part |
| ----- | --------- | --------- | -------- | ------- | ------- | ------ |
| 1910  | 35.217    | 1.148.507 | 942      | 3,0%    | 96,9%   | 0,1%   |
| 1920  | 34.309    | 1.144.191 | 155      | 2,9%    | 97,1%   | 0,0    |
| 1930  | 32.999    | 1.182.320 | 1.295    | 2,7%    | 97,2%   | 0,1%   |
| 1947  | 23.700    | 1.125.495 | 7.051    | 2,1%    | 97,3%   | 0,6%   |

| Langue exclusivement ou le plus fréquemment parlée (en %) | Légende                             |
| --------------------------------------------------------- | ----------------------------------- |
|                                                           | - Français - Néerlandais - Allemand |

En 1962, les communes suivantes furent transférées du Hainaut :
- au Brabant : Biévène - Saint-Pierre-Capelle

- à la Flandre-Orientale : Everbecq

### Province de Liège
Langue exclusivement ou le plus fréquemment parlée.
| Année | NL Nombre | FR Nombre | D Nombre | NL Part | FR Part | D Part |
| ----- | --------- | --------- | -------- | ------- | ------- | ------ |
| 1910  | 29.286    | 807.781   | 19.305   | 3,4%    | 94,3%   | 2,3%   |
| 1920  | 26.868    | 799.758   | 61.702   | 3,0%    | 90,0%   | 7,0%   |
| 1930  | 26.616    | 847.569   | 60.928   | 2,9%    | 90,6%   | 6,5%   |
| 1947  | 25.156    | 836.693   | 56.634   | 2,7%    | 91,1%   | 6,2%   |

| Langue exclusivement ou le plus fréquemment parlée (en %) | Légende                             |
| --------------------------------------------------------- | ----------------------------------- |
|                                                           | - Français - Allemand - Néerlandais |

En 1962, les communes suivantes furent transférées de Liège :
- au Brabant : Attenhoven - Eliksem - Laar - Landen - Neerhespen - Neerlanden - Neerwinden - Overhespen - Overwinden - Rumsdorp - Waasmont - Walsbets - Walshoutem - Wange - Wezeren.

- au Limbourg : Mouland - Fouron-le-Comte - Fouron-Saint-Martin - Fouron-Saint-Pierre - Teuven - Rémersdael

### Province de Limbourg
Langue exclusivement ou le plus fréquemment parlée.
| Année | NL Nombre | FR Nombre | D Nombre | NL Part | FR Part | D Part |
| ----- | --------- | --------- | -------- | ------- | ------- | ------ |
| 1910  | 246.263   | 12.493    | 495      | 95,0%   | 4,8%    | 0,2%   |
| 1920  | 271.362   | 13.165    | 106      | 95,3%   | 4,6%    | 0,0%   |
| 1930  | 317.473   | 17.034    | 5.924    | 93,3%   | 5,0%    | 1,7%   |
| 1947  | 408.169   | 15.477    | 5.105    | 95,2%   | 3,6%    | 1,2%   |

| Langue exclusivement ou le plus fréquemment parlée (en %) | Légende                             |
| --------------------------------------------------------- | ----------------------------------- |
|                                                           | - Néerlandais - Français - Allemand |

En 1962, les communes suivantes furent transférées du Limbourg à Liège :
Corswarem - Otrange- Roclenge-sur-Geer - Bassenge - Wonck - Ében-Émael - Lanaye

### Province de Luxembourg
Langue exclusivement ou le plus fréquemment parlée.
| Année | NL Nombre | FR Nombre | D Nombre | NL Part | FR Part | D Part |
| ----- | --------- | --------- | -------- | ------- | ------- | ------ |
| 1910  | 534       | 188.627   | 31.612   | 0,2%    | 85,4%   | 14,3%  |
| 1920  | 444       | 190.500   | 24.409   | 0,2%    | 88,5%   | 11,3%  |
| 1930  | 366       | 192.775   | 19.108   | 0,2%    | 90,8%   | 9,0%   |
| 1947  | 630       | 201.485   | 2.592    | 0,3%    | 98,4%   | 1,3%   |

| Langue exclusivement ou le plus fréquemment parlée (en %) | Légende                             |
| --------------------------------------------------------- | ----------------------------------- |
|                                                           | - Français - Allemand - Néerlandais |

### Province de Namur
Langue exclusivement ou le plus fréquemment parlée.
| Année | NL Nombre | FR Nombre | D Nombre | NL Part | FR Part | D Part |
| ----- | --------- | --------- | -------- | ------- | ------- | ------ |
| 1910  | 1.462     | 347.834   | 212      | 0,4%    | 99,5%   | 0,1%   |
| 1920  | 1.326     | 336.053   | 63       | 0,4%    | 99,6%   | 0,0%   |
| 1930  | 1.434     | 341.893   | 83       | 0,4%    | 99,6%   | 0,0%   |
| 1947  | 2.892     | 337.314   | 622      | 0,8%    | 99,0%   | 0,2%   |

| Langue exclusivement ou le plus fréquemment parlée (en %) | Légende                             |
| --------------------------------------------------------- | ----------------------------------- |
|                                                           | - Français - Néerlandais - Allemand |

### Résultat du contrôle en 1933
| Ville         | Population 1930 | 1930 NL | 1930 FR | 1933 NL | 1933 FR | +/- NL   | +/- FR   | Variation NL 1930 | Région actuelle | Commune actuelle  |
| ------------- | --------------- | ------- | ------- | ------- | ------- | -------- | -------- | ----------------- | --------------- | ----------------- |
| Comines       | 7.524           | 14,90 % | 81,10 % | 19,80 % | 76,21 % | +4,90 %  | -4,89 %  | +32,89 %          | Région wallonne | Comines-Warneton  |
| Houthem       | 1.303           | 20,26 % | 75,59 % | 20,65 % | 74,14 % | +0,39 %  | -1,45 %  | +1,92 %           | Région wallonne | Comines-Warneton  |
| Mesen         | 1.056           | 52,20 % | 42,40 % | 64,30 % | 30,45 % | +12,10 % | -11,95 % | +23,18 %          | Région flamande | Mesen             |
| Ploegsteert   | 5.098           | 20,40 % | 75,87 % | 22,05 % | 73,85 % | +1,65 %  | -2,02 %  | +8,09 %           | Région wallonne | Comines-Warneton  |
| Dottignies    | 5.507           | 16,93 % | 79,03 % | 19,36 % | 76,61 % | +2,43 %  | -2,42 %  | +14,35 %          | Région wallonne | Comines-Warneton  |
| Espierres     | 965             | 43,75 % | 52,22 % | 42,70 % | 52,12 % | -1,05 %  | -0,10 %  | -2,40 %           | Région flamande | Espierres-Helchin |
| Helchin       | 1.201           | 37,48 % | 59,78 % | 45,96 % | 51,46 % | +8,48 %  | -8,32 %  | +22,63 %          | Région flamande | Espierres-Helchin |
| Herseaux      | 6.360           | 23,50 % | 72,67 % | 26,72 % | 69,40 % | +3,22 %  | -3,27 %  | +13,70 %          | Région wallonne | Mouscron          |
| Luingne       | 2.748           | 31,77 % | 64,01 % | 36,28 % | 59,43 % | +4,51 %  | -4,58 %  | +14,20 %          | Région wallonne | Mouscron          |
| Mouscron      | 33.000          | 26,90 % | 68,90 % | 30,63 % | 65,15 % | +3,73 %  | -3,75 %  | +13,87 %          | Région wallonne | Mouscron          |
| Rekkem        | 3.971           | 56,28 % | 39,31 % | 62,33 % | 33,34 % | +6,05 %  | -5,97 %  | +10,75 %          | Région flamande | Menin             |
| Amougies      | 949             | 13,70 % | 83,00 % | 20,13 % | 76,71 % | +6,43 %  | -6,29 %  | +46,93 %          | Région wallonne | Mont-de-l'Enclus  |
| Orroir        | 662             | 15,20 % | 81,70 % | 20,24 % | 76,74 % | +5,04 %  | -4,96 %  | +33,16 %          | Région wallonne | Mont-de-l'Enclus  |
| Russeignies   | 628             | 30,25 % | 67,04 % | 32,32 % | 65,13 % | +2,07 %  | -1,91 %  | +6,84 %           | Région wallonne | Mont-de-l'Enclus  |
| Biévène       | 2.212           | 55,30 % | 38,70 % | 68,72 % | 27,85 % | +13,42 % | -10,85 % | +24,27 %          | Région flamande | Biévène           |
| Deux-Acren    | 4.234           | 19,29 % | 76,88 % | 21,14 % | 75,01 % | +1,85 %  | -1,87 %  | +9,59 %           | Région wallonne | Lessines          |
| Enghien       | 4.598           | 48,50 % | 47,90 % | 50,78 % | 45,50 % | +2,28 %  | -2,40 %  | +4,70 %           | Région wallonne | Enghien           |
| Marcq         | 1.487           | 46,10 % | 50,30 % | 47,82 % | 48,35 % | +1,72 %  | -1,95 %  | +3,73 %           | Région wallonne | Enghien           |
| Petit-Enghien | 2.593           | 27,10 % | 69,00 % | 34,21 % | 61,97 % | +7,11 %  | -7,03 %  | +26,24 %          | Région wallonne | Enghien           |
| Bierghes      | 1.091           | 19,00 % | 76,00 % | 28,42 % | 67,09 % | +9,42 %  | -8,91 %  | +49,58 %          | Région wallonne | Rebecq            |
| Saintes       | 2.933           | 22,90 % | 73,60 % | 27,68 % | 68,77 % | +4,78 %  | -4,83 %  | +20,87 %          | Région wallonne | Tubize            |
| L'Écluse      | 418             | 20,30 % | 76,00 % | 32,54 % | 64,83 % | +12,24 % | -11,17 % | +60,30 %          | Région wallonne | Beauvechain       |
| Walsbets      | 331             | 63,40 % | 32,90 % | 69,00 % | 26,89 % | +5,60 %  | -6,01 %  | +8,83 %           | Région flamande | Landen            |
| Herstappe     | 117             | 50,43 % | 47,01 % | 53,85 % | 43,59 % | +3,42 %  | -3,42 %  | +6,78 %           | Région flamande | Herstappe         |
| Otrange       | 423             | 6,15 %  | 87,47 % | 12,76 % | 81,80 % | +6,61 %  | -5,67 %  | +107,48 %         | Région wallonne | Oreye             |
| Total 25      | 91.409          | 27,98%  | 67,95%  | 32,11%  | 63,84%  | +4,13%   | -4,11%   | +14,76%           |                 |                   |